# 稷山县抗日民主政府旧址
稷山县抗日民主政府旧址位于中国山西省运城市稷山县西社镇马家沟村。

## 保护
2021年8月4日，稷山县抗日民主政府旧址公布为第六批山西省文物保护单位，近现代重要史迹及代表性建筑类，年代为1938年，编号6-362。	